# The Whole Story
The Whole Story is een verzamelalbum van de Engelse singer-songwriter Kate Bush. Het album dateert uit 1986 en bevat hits uit de periode 1978/1986.
Het was het 3e album van Bush dat de no. 1 positie wist te behalen in het Verenigd Koninkrijk en is eveneens haar best verkopende album aldaar.
Het album bevat het nummer Experiment IV dat als single werd uitgebracht om het album te promoten en de top-30 wist te bereiken van de UK Singles Chart. Eveneens bevat het album een nieuw opgenomen versie van haar debuuthit Wuthering Heights.
In Nederland behaalde het album de 22ste plaats in de Album Top 100.

## Nummers
- "Wuthering Heights" (New Vocal)
- "Cloudbusting"
- "The Man with the Child in His Eyes"
- "Breathing"
- "Wow"
- "Hounds of Love"
- "Running Up That Hill"
- "Army Dreamers"
- "Sat in Your Lap"
- "Experiment IV"
- "Babooshka"